# Межамериканский центр налоговой администрации
Межамериканский Центр Hалоговой Aдминистрации (англ. Inter-American Center of Tax Administration, CIAT) — некоммерческая международная общественная организация, которая предоставляет специализированную техническую помощь для модернизации и укрепления налоговой администрации. Центр, основанный в 1967 году, в настоящее время имеет 38 стран-членов и ассоциированных членов с четырёх континентов — 31 стран Северной и Южной Америки, 5 европейских стран, 2 африканскиe страны и одну азиатскую страну. OOH

## История создания
После того как представители Налоговых Администраций стран Северной и Южной Америки посетили Соединенные Штаты в 1965 году для обсуждения вопросов налогового администрирования, у директоров международного отдела Налоговой Инспекции США возникла идея создания постоянного форума для решения проблем налогового администрирования.
Руководящий Комитет был назначен для того, чтобы заложить основу для организации международного сотрудничества специалистов по налогам. Членами Комитета были Шелдон Коэн и Гарольд Мосс (США), Роберто Ойо и Альфредо Гутьеррес (Мексика), Джейми Томас Росс и Агуайо (Чили), Menalco Солис и Tаргидио Берналь (Панама), Эдисон Гназзо и Эмилио Видал (Уругвай). В совещаниях, проведенных в 1965 и 1966 годах, Комитет подготовил проект Устава организации.
В мае 1967 года, во время первой сессии Генеральной Ассамблеи, состоявшейся в Панаме, Устав Межамериканского центра налоговых администраторов (CIAT) был утвержден.

## Эволюция деятельности CIAT
До 1977 года деятельность Межамериканского Центра Hалоговой Aдминистрации была главным образом сосредоточена на организации международных совещаний (годовое собрание, конференции, технические семинары), публикацию информационного бюллетеня и создание и поддержание библиотеки, специализирующейся на вопросах налогообложения. В 1977 году для развития технического сотрудничества было подписано соглашение с Федеральной Республикой Германия, согласно которому был назначен Постоянный представитель Германии в CIAT. Это оказалось полезным для организации и её стран-участников. Соглашение было действительно до 1997 года и способствовало развитию в области технической помощи.
В 1982—1983, были подписаны соглашения о техническом сотрудничестве с Францией и Испанией которые, в результате, назначили постоянных представителей в штаб-квартиру CIAT в Панаме. Подобные соглашения позволили CIAT укрепить международную деятельность на благо стран-участников.
В 1983 был также проведен региональный проект технического сотрудничества для одиноких налогоплательщиков по «реестру и счеты текущих операций» для стран Центральной Америки и Карибского бассейна, финансируемый Межамериканским Банком Развития и администрируемый CIAT. Центр затем начал действовать в качестве специализированного учреждения оказания технической помощи для налоговых органов стран Латинской Америки и Карибского бассейна.
В 1987 на Генеральной ассамблее, состоявшейся в Уругвае, был утвержден новый Устав, создавая категории ассоциированных стран-членов. Это позволило присоединению в качестве такого статуса Испании и Португалии в 1990 году, Франции в 1991 году, Италии в 1995 году, и Нидерландам в 1996 году.
Институциональный процесс эволюции продолжается в течение 1990-х годов. Используются новые информационные технологии и инструменты управления, равно как и стратегическое планирование. Все больший интерес вызывает Центр со стороны Европейских ассоциированных стран-участниц, пять из которых становятся полноправными членами организации в 2001 году. Другим знаменательным событием в истории CIAT было включение в качестве ассоциированных членов Чешской Республики и Южной Африки во время Ассамблеи, состоявшейся в Боливии в 2004 году. Кения вошла в список стран-участниц во время Ассамблеи в Бразилии в 2006 году, а Индия в Гватемале в 2009 году.
Участие всех этих стран дало возможность значительно увеличить и улучшить шансы Центра выполнять свои цели по оказанию поддержки, укреплению и модернизации Налоговых Администраций стран-участниц.
Oбъем и масштаб деятельности CIAT, а также число стран-участниц и ассоциированных членов из разных континентов значительно расширились с момента своего создания. Центр в настоящее время является крупнейшим и основным среди мировых организаций Налоговых Администраций.
CIAT поддерживает тесные отношения с другими учреждениями и были подписаны соглашения о сотрудничестве с наиболее значимыми государственными и частными международными организациями, специализирующихся на вопросах налогообложения.